# 卡塞塔省
卡塞塔省（義大利語：Provincia di Caserta）是意大利坎帕尼亞的一個省。面積2,639平方公里，2005年人口879,342人。首府卡塞塔。
下分104市鎮。